# ارنست شرودر (بازیگر)
ارنست شرودر (انگلیسی: Ernst Schröder؛ ۲۷ ژانویهٔ ۱۹۱۵ – ۲۶ ژوئیهٔ ۱۹۹۴) یک هنرپیشه اهل آلمان بود. وی بین سال‌های ۱۹۳۴ تا ۱۹۹۲ میلادی فعالیت می‌کرد.
از فیلم‌ها یا برنامه‌های تلویزیونی که وی در آن نقش داشته است می‌توان به طولانی‌ترین روز، ملاقات، پرونده اودسا اشاره کرد.